# The Sims 4: Život na ostrově
The Sims 4: Život na ostrově (v anglickém originále The Sims 4: Island living) je šestý datadisk do simulátoru The Sims 4. Byl vydán 21. června 2019.

## Hratelnost
S tímto rozšířením do hry přibývá nové plážové město na bydlení – Sulani, ve kterém lze plavat v moři či stavět hrady z písku. S rozšířením je přidána možnost opalování simíků, a to na ručníku, lehátku nebo nafukovacím lehátku. K největší novince patří možnost pro simíky býti mořskou pannou a možnost přivolat delfíny. Nově jsou v tomto rozšíření přidány i kariéry – ochránce přírody, plavčík, potápěč a rybář. Na ostrově se nachází aktivní sopka, která občas i vybuchuje.